# Diewaldgupf
Diewaldgupf är en bergstopp i Österrike.   Den ligger i distriktet Liezen och förbundslandet Steiermark, i den centrala delen av landet, 170 km sydväst om huvudstaden Wien. Toppen på Diewaldgupf är 1 672 meter över havet.
Terrängen runt Diewaldgupf är bergig åt nordväst, men åt sydost är den kuperad. Närmaste större samhälle är Rottenmann, 4,5 km nordväst om Diewaldgupf. 
I omgivningarna runt Diewaldgupf växer i huvudsak barrskog. Runt Diewaldgupf är det ganska glesbefolkat, med 42 invånare per kvadratkilometer.